# Iwan Korownikow
Iwan Terentiewicz Korownikow, ros. Иван Терентьевич Коровников (ur. 8 lutego?/21 lutego 1902 we wsi Bałakowo, zm. 9 lipca 1976 w Moskwie) – radziecki generał pułkownik, Honorowy Obywatel Miasta Sosnowca w latach 1970-2017.

## Życiorys
Od 1919 roku członek Komunistycznej Partii Związku Radzieckiego. Brał udział w wojnie domowej w Rosji Radzieckiej po stronie sił rewolucyjnych. W 1937 roku ukończył Wojskową Akademię Mechanizacji i Motoryzacji Armii Czerwonej. W styczniu został dowódcą Grupy Operacyjnej w składzie 2 Armii Uderzeniowej. W marcu tego roku został ranny. W okresie od kwietnia 1942 roku do maja 1945 roku dowodził 59 Armią w składzie 1 Frontu Ukraińskiego. Kierował m.in. walkami o Kraków. Opowiada o tym film Ocalić miasto, gdzie rolę Korownikowa gra Oleg Mokszancew. W latach 1946–1950 członek Rady Najwyższej ZSRR.
Nagrodzony Orderem Lenina, czterema Orderami Czerwonego Sztandaru, dwoma Orderami Suworowa pierwszego stopnia, Orderem Kutuzowa drugiego stopnia, dwoma Orderami Czerwonej Gwiazdy. W 1970 roku został wyróżniony tytułem honorowego obywatela miasta Sosnowca.
Nazwiskiem Iwana Terentiewicza Korownikowa oznaczono jedną z ulic w nowo budowanym mieście Zagórze (obecnej dzielnicy Sosnowca). Na początku lat 90. XX wieku, na fali przemian społeczno-politycznych, przemianowano ją na ulicę Generała Tadeusza Bora Komorowskiego. Podobny los spotkał ulicę Korownikowa w Krakowie, której patronem został Joseph Conrad i w Bytomiu (obecna ulica Łagiewnicka). Ponadto imię Iwana Korownikowa nosił Zespół Szkół Elektronicznych przy ulicy Jagiellońskiej w Sosnowcu.
Dnia 15 maja 2017 r. generał pułkownik Iwan Terentiewicz Korownikow został pozbawiony tytułu Honorowego Obywatela Miasta Sosnowca.